# Gephyrostegus bohemicus
Gephyrostegus bohemicus è un vertebrato estinto simile a un rettile, vissuto nel Carbonifero superiore (circa 300 milioni di anni fa). I suoi resti sono stati ritrovati in Repubblica Ceca (Boemia).

## Descrizione
Lungo una quarantina di centimetri (di cui la metà spettanti alla coda), questo animale assomigliava a una lucertola dal cranio grosso e il corpo robusto. Il cranio era abbastanza simile a quello di forme come Eoherpeton e Palaeogyrinus, ma l'incisura otica (una fossa nella parte posteriore del cranio) era estesa verso il basso e poco profonda. Le mascelle erano relativamente simili a quelle dei primi rettili, come Hylonomus.

## Classificazione
Il gefirostego è un rappresentante degli antracosauri, un gruppo di tetrapodi dalle caratteristiche intermedie tra gli anfibi e i rettili. Gephyrostegus, in particolare, apparteneva alla famiglia dei gefirostegidi (Gephyrostegidae), che comprendeva piccoli antracosauri dalle abitudini terrestri. Un genere simile è Bruktererpeton.

## Stile di vita
Quasi sicuramente il gefirostego era un animale dalle abitudini terrestri, come sembra testimoniato dal corpo piuttosto corto e dalle zampe forti. È probabile che questo animale predasse piccoli animali invertebrati e forse anfibi minuscoli. Un animale vagamente simile rinvenuto nello stesso giacimento e dalle stesse abitudini terrestri era Solenodonsaurus.